# Multifunctional Utility/Logistics and Equipment

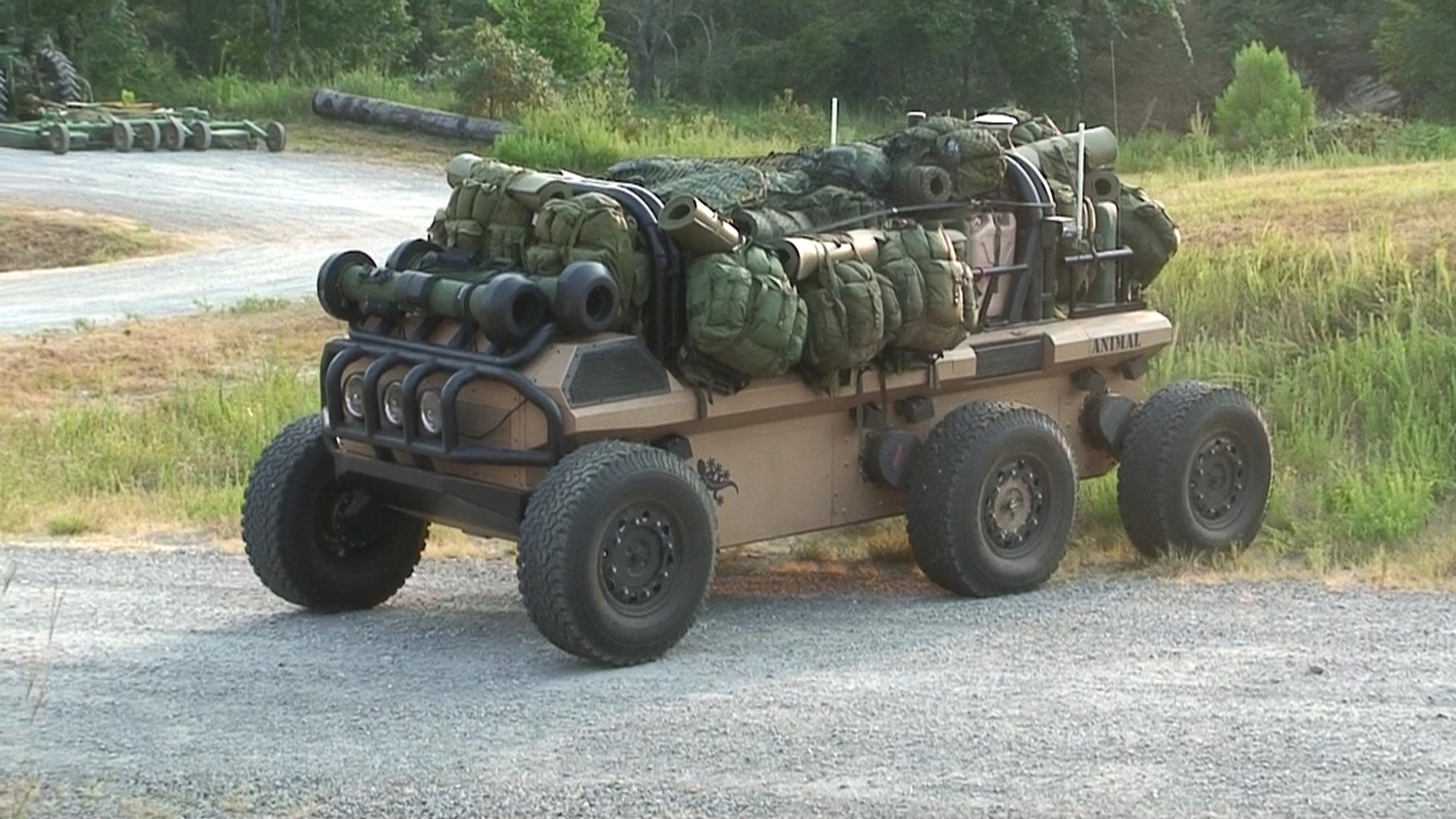
Transportversionen av Mule.

Multifunctional Utility/Logistics and Equipment (Mule) var ett militärt fordon som utvecklades av Lockheed Martin i USA. Mule är ett obemannat markgående flerhjuligt fordon som kan fjärrmanövreras och kan om så behövs sköta sig autonomt.